# 31466 Abualhassan
31466 Abualhassan este un asteroid din centura principală de asteroizi.

## Descriere
31466 Abualhassan este un asteroid din centura principală de asteroizi. A fost descoperit pe 10 februarie 1999 la Socorro, New Mexico, în cadrul proiectului LINEAR. Asteroidul prezintă o orbită caracterizată de o semiaxă mare de 2,40 ua, o excentricitate de 0,13 și o înclinație de 3,2° în raport cu ecliptica.